# رائول مرا
رائول مرا (انگلیسی: Raúl Mera؛ زادهٔ ۱۴ ژوئن ۱۹۳۶) ورزشکار بسکتبال اهل اروگوئه است.
وی در مسابقات کشوری و بین‌المللی در مجموع برندهٔ ۱ مدال برنز شده‌است.